# Ligao
Ligao is een stad in de Filipijnse provincie Albay op Luzon. Bij de laatste census in 2007 had de stad ruim 101 duizend inwoners.

## Geografie

### Bestuurlijke indeling
Ligao is onderverdeeld in de volgende 55 barangays:
| - Abella - Allang - Amtic - Bacong - Bagumbayan - Balanac - Baligang - Barayong - Basag - Batang - Bay - Binanowan - Binatagan - Bobonsuran - Bonga - Busac - Busay - Cabarian - Calzada | - Catburawan - Cavasi - Culliat - Dunao - Francia - Guilid - Herrera - Layon - Macalidong - Mahaba - Malama - Maonon - Nasisi - Nabonton - Oma-oma - Palapas - Pandan - Paulba | - Paulog - Pinamaniquian - Pinit - Ranao-ranao - San Vicente - Santa Cruz - Tagpo - Tambo - Tandarora - Tastas - Tinago - Tinampo - Tiongson - Tomolin - Tuburan - Tula-tula Grande - Tula-tula Pequeño - Tupas |

## Demografie
Ligao had bij de census van 2007 een inwoneraantal van 101.179 mensen. Dit zijn 10.576 mensen (11,7%) meer dan bij de vorige census van 2000. De gemiddelde jaarlijkse groei komt daarmee uit op 1,53%, hetgeen lager is dan het landelijk jaarlijks gemiddelde over deze periode (2,04%). Vergeleken met de census van 1995 is het aantal mensen met 20.318 (25,1%) toegenomen.

De bevolkingsdichtheid van Ligao was ten tijde van de laatste census, met 101.179 inwoners op 246,75 km², 410 mensen per km².

## Economie
Veel geproduceerde producten in Ligao zijn rijst, graan en kokosnoot

## Geboren in Ligao
- Vicente Madrigal (5 april 1880), zakenman en senator (overleden 1972).

Bacacay · Camalig · Daraga · Guinobatan · Jovellar · Legazpi · Libon · Ligao · Malilipot · Malinao · Manito · Oas · Pio Duran · Polangui · Rapu-Rapu · Santo Domingo · Tabaco · Tiwi